# Registre de commerce et des sociétés (Luxembourg)
Le Registre de commerce et des sociétés (abrégé en RCS) constitue un répertoire officiel de toutes les personnes physiques et morales faisant le commerce ainsi que de certaines autres personnes morales visées par la loi du 19 décembre 2002 (asbl, fondations, sociétés civiles,, etc.).
Le RCS fonctionne sous l’autorité du ministre de la Justice. La gestion du RCS est confiée par le ministre de la Justice au groupement d’intérêt économique RCSL comprenant l’État, la Chambre de commerce et la Chambre des métiers.

## Enquête Open Lux
En février 2021, le quotidien français Le Monde et l'Organized Crime and Corruption Reporting Project publient des informations concernant le Registre de commerce et des sociétés du Luxembourg. Profitant d’une directive votée par l’Union européenne en 2018, qui a exigé la création de registres publics des propriétaires réels des sociétés dans tous les Etats membres et du tout nouveau Registre des Bénéficiaires Effectifs des entreprises (RBE) immatriculées au Luxembourg, cette enquête indique notamment que neuf sociétés sur dix immatriculées au Luxembourg sont détenues par des non-résidents, une société sur trois est une société de participation ou holding dans laquelle sont logés des actifs, a priori pour bénéficier d’un régime fiscal favorable, selon cette radiographie du système fiscal luxembourgeois, baptisée OpenLux.